# Imes
IMES GmbH (Import-Export GmbH, Tarnbezeichnung) war eine Firma des DDR-Außenhandelsministeriums und unterstand dem Bereich Kommerzielle Koordinierung (KoKo). Zielsetzung der Firmentätigkeit war die Devisenbeschaffung durch Exportgeschäfte. Insbesondere der Waffenhandel und die Vermittlung und Durchführung von internationalen Handelsgeschäften prägten das Geschäftsfeld der Firma, die eng mit dem Ministerium für Staatssicherheit (MfS) der DDR zusammenarbeitete. Die Geschäftspartner der IMES GmbH wurden durch die Hauptverwaltung A des MfS geprüft.

## Geschichte

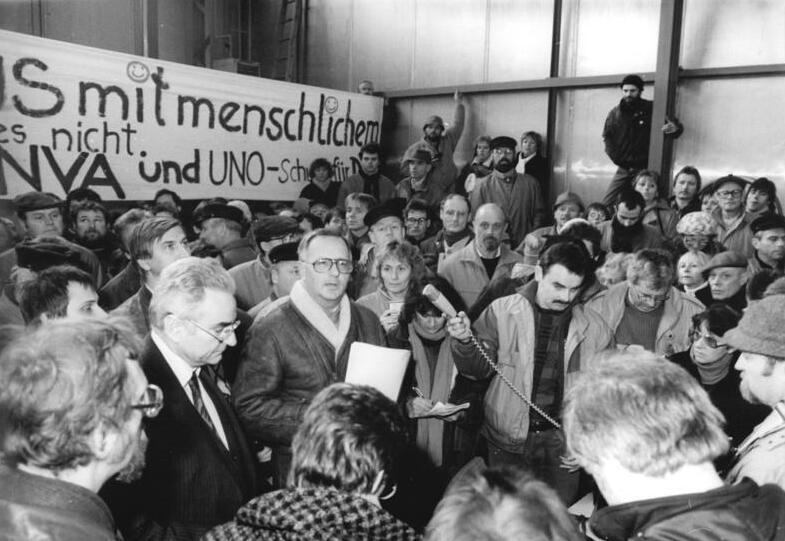
Als geheimes Waffenversand-Unternehmen entlarvten Einwohner des Landkreises Rostock in Kavelstorf die IMES-GmbH, die Handelsbeziehungen zu Ländern in Nahost, Afrika und Südamerika unterhält. Erschüttert standen Einwohner der Gemeinde vor den riesigen Kastenstapeln mit Kriegsgerät, die bis unter die Lagerdecke reichen. Das Lager befindet sich in unmittelbarer Nähe ihrer Wohnungen. In der Mitte der IMES-Generaldirektor Erhard Wiechert, 2. Dezember 1989

Auf Anweisung von Günter Mittag wurde die Firma mit dem Tarnnamen Internationale Meßtechnik, Import-Export-GmbH (IMEX) 1981 mit einer Stammkapitaleinlage von 500.000 Mark gegründet und nahm 1982 die Arbeit auf. Die Geschäftsadresse befand sich im Internationalen Handelszentrum (IHZ), Friedrichstraße 26, in Ost-Berlin.
Innerhalb der KoKo war OibE Manfred Seidel (HA XVIII/7 in der Hauptverwaltung A des MfS) für die IMES GmbH zuständig.
Waffengeschäfte wurden vor allem mit Iran, Irak, Libyen, Peru, Ägypten, Äthiopien, Botswana, Uganda sowie Argentinien und Brasilien getätigt; auch die Palästinensische Befreiungsorganisation war regelmäßiger Geschäftspartner.
In den Jahren 1982 und 1983 belieferte die IMES den Iran mit Schützenwaffen, Munition und Treibladungsmittel, während der Irak gepanzerte Fahrzeuge, Geschütze, Munition und Brückenleger erhielt sowie gebrauchte DDR-Waffen von der NVA-Waffenhandelsfirma Ingenieur-Technischer Außenhandel (ITA). Die IMES lieferte vermutlich ebenfalls Waffen an Klassenfeinde wie die rechten Contras in Nicaragua.
Die IMES war ein Unternehmen des MfS, das Erich Mielke selbst vor Moskau geheim hielt. Schriftstücke, die das Lager Kavelstorf bei Rostock betrafen, trugen den Stempel „Geheime Verschlußsache“, die zweithöchste Geheimhaltungsstufe. Bei Kavelstorf, so geht aus einem MfS-Aktenvermerk hervor, handelte es sich „um ein konspiratives Objekt, in dem ausschließlich für die Firma Imes im Bereich Kommerzielle Koordinierung . . . Transport-, Umschlag- und Lagerprozesse mit Waffen und Munition durchgeführt werden“. Das Hauptlager war strategisch gut in der Nähe des Rostocker Überseehafens gelegen und ermöglichte so einfach die Verschiffung der Güter.
Die IMES geriet zur Wendezeit in den Blickpunkt der Öffentlichkeit, als aufgebrachte Bürger am 2. Dezember 1989 das streng geheime Waffenlager enttarnten. In der folgenden Nacht setzte sich der Staatssekretär im Außenhandelsministerium für Außenhandel und KoKo-Leiter Alexander Schalck-Golodkowski ab, nachdem die Vorgänge in Kavelstorf bekannt und somit IMES als Drehscheibe für den internationalen Waffenhandel enttarnt wurde. Dieser wurde auf der letzten Sitzung des ZK der SED am 3. Dezember aus dem ZK und der SED ausgeschlossen.
Die Berliner Justiz und die Zentrale Ermittlungsstelle für Regierungs- und Vereinigungskriminalität interessierten sich danach besonders dafür, wohin das Geld der IMES geflossen war. Auf dem Konto 0773 bei der Ko-Ko-Hausbank Deutsche Handelsbank befanden sich Ende 1989 nur noch 326 879 West-Mark und 6 Pfennige.

## Personen
- Wolfgang Kotz, Hauptgeschäftsführer und Gesellschafter
- Hanno Schütte, Gesellschafter
- Erhard Wiechert, Geschäftsführer seit 1984
- Klaus-Dieter Uhlig, Direktor
- Rainer Finck, stellv. Generaldirektor
- Kurt Hillmann, stellv. Generaldirektor[3]